# 周深·想到你“深”边
《想到你“深”边》抖音夏日歌会是中国大陆男歌手周深的一次线上个人音乐会，于2022年8月6日在抖音现场直播。随后发布了现场专辑。

## 音乐会
周深《想到你“深”边》抖音夏日歌会于2022年8月6日举行，现场演唱了13首歌曲，其中包括两首网友许愿歌单的歌曲，以及一首歌迷合力解锁安可曲。
累计共有1.4亿人次通过抖音直播平台观看了这次周深个人线上音乐会。

## 现场专辑
2020年8月6日，音乐会结束之后，于抖音官方出品音乐APP汽水音乐发布了现场专辑，其内歌曲则是分批次上线。
| 專輯名稱     | 發行日期     | 备注/製作者                       | 曲目 |
| 想到你“深”边 | 2022年8月6日 | 第二张个人现场专辑 發行公司：抖音 | 《觸不可及》 《追赶春天的人》 《光亮》 《化身孤岛的鲸》（来自许愿歌单） 《女爵》 《终身美丽》 《若梦》 《带我去找夜生活》 《Rubia》 《望》 《起风了》（来自许愿歌单） 《不想睡》 《大魚》（合力解锁安可曲） |